# Tsada
Tsada Dzong, Chinees: Zanda Xian is een arrondissement in de prefectuur Ngari in de Tibetaanse Autonome Regio, China.
Het heeft een oppervlakte van 24.580 km² en in 1999 telde het 5.624 inwoners. De gemiddelde jaarlijkse temperatuur is 2 °C en jaarlijks valt er gemiddeld tussen de 100 en 170 mm neerslag.